# Listă de actori vietnamezi
Aceasta este o listă de actori vietnamezi.
| Nume             | Filme notabile                                                                           |
| ---------------- | ---------------------------------------------------------------------------------------- |
| Kieu Chinh       | The Joy Luck Club                                                                        |
| James Duval      | Totally Fucked Up, The Doom Generation, Nowhere, Donnie Darko, May, Independence Day, Go |
| Do Thi Hai Yen   | The Quiet American                                                                       |
| Trà Giang        | 17th Parallel, Days and Nights (1973)                                                    |
| Thuy Thu Le      | Casualties of War                                                                        |
| Tony Le-Nguyen   | Romper Stomper                                                                           |
| Giang Le-Huy     | (Swing, 2007) (Peaches, 2003) (Spank, 1998)                                              |
| Linh Nga Nguyen  | (Xuoi nguoc duong tran, 2002) (Manh hơn cong ly, 2006) (Quynh, 2006)                     |
| Kathleen Luong   | First Morning                                                                            |
| Veronica Ngo     | Saigon Love Story, The Rebel                                                             |
| Dustin Nguyen    | V.I.P. (TV series), 21 Jump Street, Saigon Eclipse                                       |
| France Nuyen     | South Pacific, Diamond Head, The Joy Luck Club                                           |
| Maggie Q         | Live Free or Die Hard, Balls of Fury, Mission: Impossible III, Naked Weapon              |
| Jonathan Ke Quan | (Data from Goonies, Short Round from Indiana Jones and the Temple of Doom                |
| Thuy Trang       | Trini Kwan from Mighty Morphin Power Rangers                                             |
| Cung Le          | Dragon Eyes                                                                              |
| Tran Nu Yen Khe  | The Scent of Green Papaya                                                                |
| Maria Tran       | Fist of the Dragon, Tracer/ Truy Sat, Hit Girls, Love Child: Season 3 (TV series)        |

## Vezi și
- Listă de regizori vietnamezi

Format:Cinematografia vietnameză